# سالادو
رود سالادو (سالادو دل نورته – سالادوی شمالی: اسپانیایی: Río Salado‎ به معنی رود شور) رودی به درازای ۱۵۰۰ کیلومتر که از چند استان آرژانتین در آمریکای جنوبی می‌گذرد. سرچشمه این رود در استان سالتا و شاخه اصلی آن رود هورکونس و ریزشگاه آن، رود پارانا در استان سانتا فه می‌باشد.
سالادو تحت نام رود خورامنتو از ذوب توده‌های برفی در رشته کوه‌های آند در استان سالتا و نزدیکی استان کاتامارکا پدید می‌آید. سپس از شمال و از مرز استان توکومان با نام سالادو وارد استان سانتیاگو دل استرو می‌شود. هم چنین سدهایی مانند «کابرا کورال» بر روی این رودخانه ساخته شده‌است.
این رود و در جنوبش، رود دولسه، به‌طور مورب و در جهت حنوب شرقی، از زمین‌های خشک ایالت عبور می‌کنند.
ریوسالادو در ادامه جریان خود و گذر از چند کانال انحرافی، بستر معینی ندارد و در طول زمستان باتلاق‌هایی پدیدمی‌آورد. پس از پیمودن ۸۰۰ کیلومتر در ایالت سانتیاگو دل استرو، با نام سالادو دل نورته (سالادوی شمالی) وارد استان سانتا فه می‌شود و پس از آن به رود پارانا می‌پیوندد.
در تابستان‌های پرباران، این رود اغلب طغیان کرده و موجب بروز سیل می‌شود.
این رود را نباید با رود سالادوی جنوبی یکی دانست.